# Levantamiento de los Irlandeses Unidos en Terranova

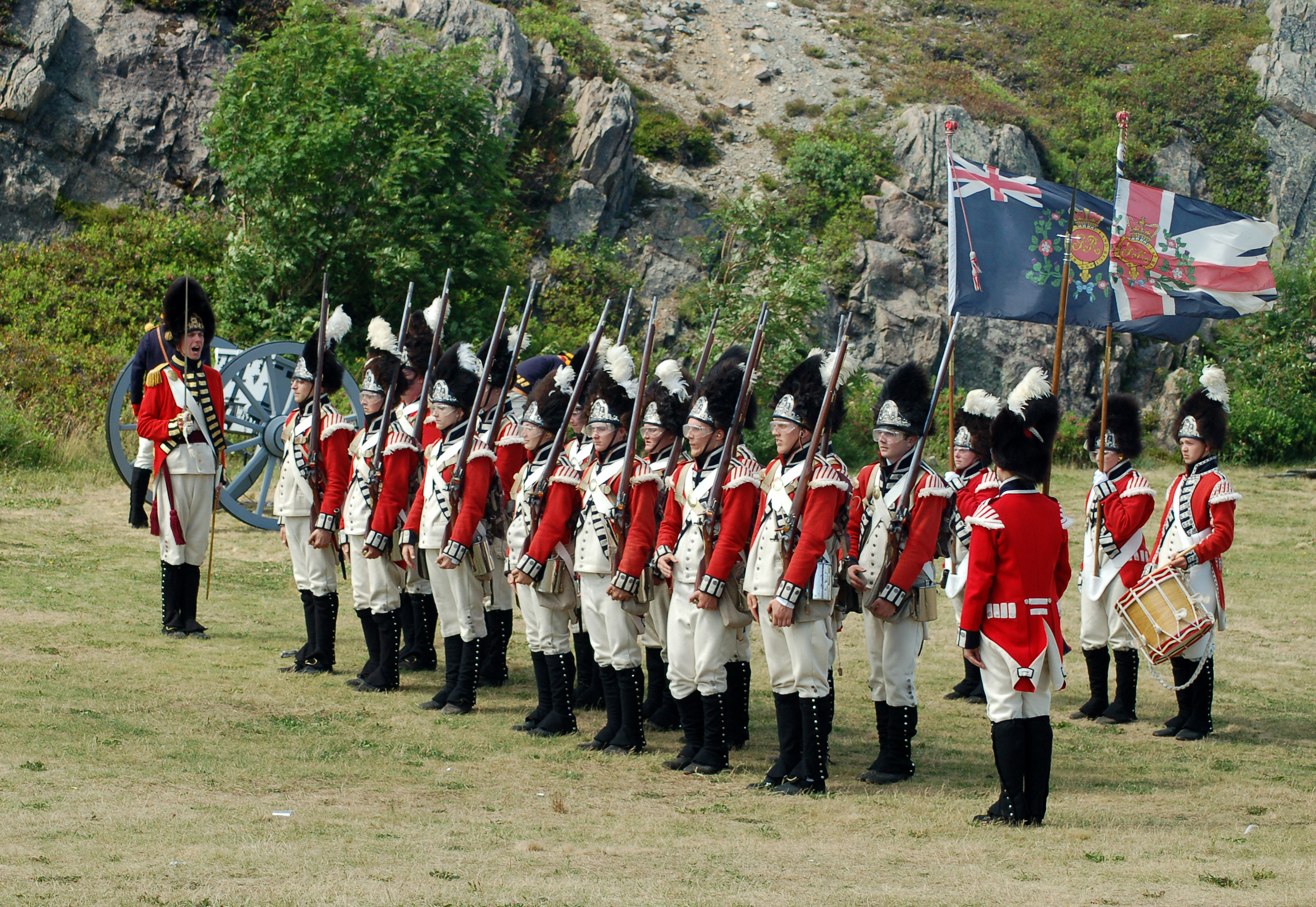
Recreadores: Regimiento Real de Terranova c.1800 en Signal Hill Tattoo

El levantamiento de los Irlandeses Unidos en Terranova comenzó con rumores en abril de 1800 en San Juan de Terranova, Colonia de Terranova de que hasta 400 hombres tomaron un juramento secreto de la Sociedad de Irlandeses Unidos. La reciente rebelión irlandesa de 1798 había inspirado a algunos de los irlandeses en la colonia de Terranova a planificar y organizar una rebelión. Esto incluyó soldados ubicados en Signal Hill, Fort William y Fort Townshend. Se sospechaba que hasta ochenta soldados planeaban reunirse y amotinarse contra el ejército británico.

## Resultado
El ejército británico capturó a todos los miembros del levantamiento, excepto a los dos líderes de la red, lo que llevó a la pena capital para algunos de ellos.

## Secuelas
El levantamiento dejó varias implicaciones para los irlandeses y para el gobierno británico de Terranova. Era la primera vez que se producía un levantamiento de este tipo en Terranova y los británicos temían que no fuera la última. Los funcionarios británicos en la Oficina Colonial consideraban que Terranova tenía una reputación como un «Tipperary transatlántico», una colonia distante pero semi-irlandesa con el potencial de turbulencia política.